# Presidenti della Regione Siciliana
Di seguito è riportato l'elenco dei presidenti della Regione Siciliana, dal 1947 ai giorni nostri.
Dal marzo 1944 alle elezioni regionali dell'aprile 1947 la regione è stata retta da un alto commissario per la Sicilia, nominato dal Consiglio dei ministri.
Dal 1947 fino al 2000 il presidente della Regione Siciliana è stato eletto dai deputati dell'Assemblea regionale siciliana (ARS), dal 2001 direttamente dal corpo elettorale. Con riferimento ad entrambe le forme di elezione, il presidente della Regione Siciliana più longevo è stato, sin qui, Rino Nicolosi, esponente politico della Democrazia Cristiana, nato e vissuto ad Acireale.

## Elenco

### Presidenti della Regione eletti dall'ARS
| Nº   | Presidente (Nascita-Morte) | Presidente (Nascita-Morte)                 | Presidente (Nascita-Morte)                     | Partito                                         | Composizione                | Composizione                        | Mandato               | Mandato           | Legislatura      |
| Nº   | Presidente (Nascita-Morte) | Presidente (Nascita-Morte)                 | Presidente (Nascita-Morte)                     | Partito                                         | Composizione                | Composizione                        | Inizio                | Fine              | Legislatura      |
| ---- | -------------------------- | ------------------------------------------ | ---------------------------------------------- | ----------------------------------------------- | --------------------------- | ----------------------------------- | --------------------- | ----------------- | ---------------- |
| 1    |                            |                                            | Giuseppe Alessi (1905-2009)                    | Democrazia Cristiana                            |                             | DC                                  | 30 maggio 1947        | 8 marzo 1948      | I (1947)         |
| 1    |                            | DC-BDLQ-PSLI-PRI-UDN                       | Giuseppe Alessi (1905-2009)                    | Democrazia Cristiana                            | 8 marzo 1948                | 13 giugno 1949                      |                       |                   | I (1947)         |
| 2    |                            |                                            | Franco Restivo (1911-1976)                     | Democrazia Cristiana                            |                             | DC-BDLQ-MIS-PSLI-PRI                | 13 giugno 1949        | 3 giugno 1951     | I (1947)         |
| 2    |                            | DC-PNM-USLIA                               | Franco Restivo (1911-1976)                     | Democrazia Cristiana                            | 20 luglio 1951              | 4 giugno 1955                       | II (1951)             |                   |                  |
| (1)  |                            |                                            | Giuseppe Alessi (1905-2009)                    | Democrazia Cristiana                            |                             | Centrismo DC-PLI-ADSR (PSDI-PRI)    | 27 luglio 1955        | 28 novembre 1956  | III (1955)       |
| 3    |                            |                                            | Giuseppe La Loggia (1911-1994)                 | Democrazia Cristiana                            |                             | DC-MSI-PLI-ADSR (PSDI-PRI)          | 28 novembre 1956      | 25 novembre 1957  | III (1955)       |
| 3    |                            | DC                                         | Giuseppe La Loggia (1911-1994)                 | Democrazia Cristiana                            | 25 novembre 1957            | 30 ottobre 1958                     |                       |                   | III (1955)       |
| 4    |                            |                                            | Silvio Milazzo (1903-1982)                     | Unione Siciliana Cristiano Sociale              |                             | Milazzismo USCS-MSI-PNM-PMP-PCI-PSI | 30 ottobre 1958       | 12 agosto 1959    | III (1955)       |
| 4    |                            | USCS-MSI-PDIUM                             | Silvio Milazzo (1903-1982)                     | Unione Siciliana Cristiano Sociale              | 12 agosto 1959              | 17 dicembre 1959                    | IV (1959)             |                   |                  |
| 4    | 18 dicembre 1959           | USCS-MSI-PDIUM                             | Silvio Milazzo (1903-1982)                     | Unione Siciliana Cristiano Sociale              | 23 febbraio 1960            |                                     | IV (1959)             |                   |                  |
| 5    |                            |                                            | Benedetto Majorana della Nicchiara (1899-1982) | Democrazia Cristiana                            |                             | DC-MSI-PDIUM-PLI-USCS               | IV (1959)             | 23 febbraio 1960  | 29 giugno 1961   |
| 6    |                            |                                            | Salvatore Corallo (1928-2019)                  | Partito Socialista Italiano                     |                             | PSI-USCS-DC-PCI-MSI                 | IV (1959)             | 29 giugno 1961    | 9 settembre 1961 |
| 7    |                            |                                            | Giuseppe D'Angelo (1913-1991)                  | Democrazia Cristiana                            |                             | DC-PSI-USCS-PCI-PSDI                | IV (1959)             | 9 settembre 1961  | 10 agosto 1962   |
| 7    | 11 agosto 1962             | 18 ottobre 1962                            | Giuseppe D'Angelo (1913-1991)                  | Democrazia Cristiana                            |                             | DC-PSI-USCS-PCI-PSDI                | IV (1959)             |                   |                  |
| 7    |                            | DC-PSI-PCI-PSDI                            | Giuseppe D'Angelo (1913-1991)                  | Democrazia Cristiana                            | 19 ottobre 1962             | 25 luglio 1963                      | IV (1959)             |                   |                  |
| 7    |                            | Centro-sinistra "organico" DC-PSI-PSDI-PRI | Giuseppe D'Angelo (1913-1991)                  | Democrazia Cristiana                            | 25 luglio 1963              | 19 agosto 1963                      | V (1963)              |                   |                  |
| 7    | 19 agosto 1963             | Centro-sinistra "organico" DC-PSI-PSDI-PRI | Giuseppe D'Angelo (1913-1991)                  | Democrazia Cristiana                            | 28 gennaio 1964             |                                     | V (1963)              |                   |                  |
| 7    | 28 gennaio 1964            | Centro-sinistra "organico" DC-PSI-PSDI-PRI | Giuseppe D'Angelo (1913-1991)                  | Democrazia Cristiana                            | 4 agosto 1964               |                                     | V (1963)              |                   |                  |
| 8    |                            | Centro-sinistra "organico" DC-PSI-PSDI-PRI |                                                | Francesco Coniglio (1916-1993)                  | Democrazia Cristiana        | 4 agosto 1964                       | V (1963)              | 8 marzo 1966      |                  |
| 8    | 8 marzo 1966               | Centro-sinistra "organico" DC-PSI-PSDI-PRI | 19 gennaio 1967                                | Francesco Coniglio (1916-1993)                  | Democrazia Cristiana        |                                     | V (1963)              |                   |                  |
| 8    | 19 gennaio 1967            | Centro-sinistra "organico" DC-PSI-PSDI-PRI | 12 giugno 1967                                 | Francesco Coniglio (1916-1993)                  | Democrazia Cristiana        |                                     | V (1963)              |                   |                  |
| 9    |                            |                                            | Vincenzo Giummarra (1923-2010)                 | Democrazia Cristiana                            |                             | DC                                  | 11 agosto 1967        | 29 settembre 1967 | VI (1967)        |
| 10   |                            |                                            | Vincenzo Carollo (1920-2013)                   | Democrazia Cristiana                            |                             | DC-PSU-PRI                          | 29 settembre 1967     | 23 aprile 1968    | VI (1967)        |
| 10   | 23 aprile 1968             | 26 febbraio 1969                           | Vincenzo Carollo (1920-2013)                   | Democrazia Cristiana                            |                             | DC-PSU-PRI                          |                       |                   | VI (1967)        |
| 11   |                            |                                            | Mario Fasino (1920-2017)                       | Democrazia Cristiana                            | 26 febbraio 1969            | DC-PSU-PRI                          | 28 aprile 1970        |                   | VI (1967)        |
| 11   | 28 aprile 1970             | 18 febbraio 1971                           | Mario Fasino (1920-2017)                       | Democrazia Cristiana                            |                             | DC-PSU-PRI                          |                       |                   | VI (1967)        |
| 11   | 18 febbraio 1971           | 14 giugno 1971                             | Mario Fasino (1920-2017)                       | Democrazia Cristiana                            |                             | DC-PSU-PRI                          |                       |                   | VI (1967)        |
| 11   |                            | DC-PSI-PSDI                                | Mario Fasino (1920-2017)                       | Democrazia Cristiana                            | 10 agosto 1971              | 10 ottobre 1971                     | VII (1971)            |                   |                  |
| 11   |                            | DC-PSI-PSDI-PRI                            | Mario Fasino (1920-2017)                       | Democrazia Cristiana                            | 10 ottobre 1971             | 22 dicembre 1972                    | VII (1971)            |                   |                  |
| (9)  |                            | DC-PSI-PSDI-PRI                            |                                                | Vincenzo Giummarra (1923-2010)                  | Democrazia Cristiana        | 22 dicembre 1972                    | VII (1971)            | 26 marzo 1974     |                  |
| 12   |                            | DC-PSI-PSDI-PRI                            |                                                | Angelo Bonfiglio (1928-2000)                    | Democrazia Cristiana        | 26 marzo 1974                       | VII (1971)            | 13 agosto 1976    |                  |
| 12   | 13 agosto 1976             | DC-PSI-PSDI-PRI                            | 20 marzo 1978                                  | Angelo Bonfiglio (1928-2000)                    | Democrazia Cristiana        | VIII (1976)                         |                       |                   |                  |
| 13   |                            | DC-PSI-PSDI-PRI                            |                                                | Piersanti Mattarella (1935-1980)                | Democrazia Cristiana        | VIII (1976)                         | 20 marzo 1978         | 14 marzo 1979     |                  |
| 13   | 14 marzo 1979              | DC-PSI-PSDI-PRI                            | 6 gennaio 1980 †                               | Piersanti Mattarella (1935-1980)                | Democrazia Cristiana        | VIII (1976)                         |                       |                   |                  |
| –    |                            | DC-PSI-PSDI-PRI                            |                                                | Gaetano Giuliano (1929-2023) (facente funzioni) | Partito Socialista Italiano | VIII (1976)                         | 6 gennaio 1980        | 1º maggio 1980    |                  |
| 14   |                            |                                            | Mario D'Acquisto (1931-)                       | Democrazia Cristiana                            |                             | VIII (1976)                         | Centrismo DC-PSDI-PRI | 1º maggio 1980    | 7 agosto 1981    |
| 14   |                            | Pentapartito DC-PSI-PSDI-PRI-PLI           | Mario D'Acquisto (1931-)                       | Democrazia Cristiana                            | 7 agosto 1981               | 22 dicembre 1982                    | IX (1981)             |                   |                  |
| 15   |                            | Pentapartito DC-PSI-PSDI-PRI-PLI           |                                                | Calogero Lo Giudice (1938-2021)                 | Democrazia Cristiana        | 22 dicembre 1982                    | IX (1981)             | 19 ottobre 1983   |                  |
| 16   |                            | Pentapartito DC-PSI-PSDI-PRI-PLI           |                                                | Santi Nicita (1929-2014)                        | Democrazia Cristiana        | 19 ottobre 1983                     | IX (1981)             | 21 marzo 1984     |                  |
| 17   |                            | Pentapartito DC-PSI-PSDI-PRI-PLI           |                                                | Modesto Sardo (1929-1991)                       | Democrazia Cristiana        | 21 marzo 1984                       | IX (1981)             | 1º febbraio 1985  |                  |
| 18   |                            | Pentapartito DC-PSI-PSDI-PRI-PLI           |                                                | Rino Nicolosi (1942-1998)                       | Democrazia Cristiana        | 1º febbraio 1985                    | IX (1981)             | 1º agosto 1986    |                  |
| 18   | 1º agosto 1986             | Pentapartito DC-PSI-PSDI-PRI-PLI           | 6 agosto 1987                                  | Rino Nicolosi (1942-1998)                       | Democrazia Cristiana        | X (1986)                            |                       |                   |                  |
| 18   |                            | DC                                         | 6 agosto 1987                                  | Rino Nicolosi (1942-1998)                       | Democrazia Cristiana        | X (1986)                            | 12 gennaio 1988       |                   |                  |
| 18   |                            | DC-PSI                                     | 12 gennaio 1988                                | Rino Nicolosi (1942-1998)                       | Democrazia Cristiana        | X (1986)                            | 14 novembre 1989      |                   |                  |
| –    |                            |                                            | Salvatore Natoli (1926-2015)                   | Partito Repubblicano Italiano                   |                             | X (1986)                            | PRI-PCI-PSDI-PLI-VA   | 27 novembre 1989  | 28 novembre 1989 |
| (18) |                            |                                            | Rino Nicolosi (1942-1998)                      | Democrazia Cristiana                            |                             | X (1986)                            | DC-PSI                | 14 dicembre 1989  | 12 agosto 1991   |
| 19   |                            |                                            | Vincenzo Leanza (1932-2004)                    | Democrazia Cristiana                            |                             | DC-PSI-PSDI                         | 12 agosto 1991        | 16 luglio 1992    | XI (1991)        |
| 20   |                            |                                            | Giuseppe Campione (1935-)                      | Democrazia Cristiana                            |                             | DC-PDS-PSI-PSDI-PRI                 | 16 luglio 1992        | 26 maggio 1993    | XI (1991)        |
| 20   | 26 maggio 1993             | 21 dicembre 1993                           | Giuseppe Campione (1935-)                      | Democrazia Cristiana                            |                             | DC-PDS-PSI-PSDI-PRI                 |                       |                   | XI (1991)        |
| 21   |                            |                                            | Francesco Martino (1937-2017)                  | Partito Liberale Italiano                       |                             | LDR-DC-PSI-PSDI                     | 21 dicembre 1993      | 16 maggio 1995    | XI (1991)        |
| 22   |                            |                                            | Matteo Graziano (1941-2013)                    | Cristiani Democratici Uniti                     |                             | CDU-LS-LDR-CCD-PSDI                 | 16 maggio 1995        | 16 giugno 1996    | XI (1991)        |
| 23   |                            |                                            | Giuseppe Provenzano (1946-)                    | Forza Italia                                    |                             | Polo per le Libertà FI-CDU-CCD-AN   | 18 luglio 1996        | 29 gennaio 1998   | XII (1996)       |
| 24   |                            |                                            | Giuseppe Drago (1955-2016)                     | Centro Cristiano Democratico                    |                             | FI-CDU-CCD-AN                       | 29 gennaio 1998       | 21 novembre 1998  | XII (1996)       |
| 25   |                            |                                            | Angelo Capodicasa (1949-)                      | Democratici di Sinistra                         |                             | DS-PPI-UDR-RI-PdCI                  | 21 novembre 1998      | 10 novembre 1999  | XII (1996)       |
| 25   |                            | DS-PPI-Dem-RI-PdCI                         | Angelo Capodicasa (1949-)                      | Democratici di Sinistra                         | 10 novembre 1999            | 26 luglio 2000                      |                       |                   | XII (1996)       |
| (19) |                            |                                            | Vincenzo Leanza (1932-2004)                    | UDEUR                                           |                             | FI-AN-LD-CCD-CDU-PS-NS-DE           | 26 luglio 2000        | 17 luglio 2001    | XII (1996)       |

### Presidenti della Regione eletti direttamente
| Nº | Presidente (Nascita-Morte) | Presidente (Nascita-Morte)         | Presidente (Nascita-Morte) | Partito                                      | Coalizione     | Coalizione                                          | Mandato          | Mandato          | Legislatura  |
| Nº | Presidente (Nascita-Morte) | Presidente (Nascita-Morte)         | Presidente (Nascita-Morte) | Partito                                      | Coalizione     | Coalizione                                          | Inizio           | Fine             | Legislatura  |
| -- | -------------------------- | ---------------------------------- | -------------------------- | -------------------------------------------- | -------------- | --------------------------------------------------- | ---------------- | ---------------- | ------------ |
| 1  |                            |                                    | Salvatore Cuffaro (1958-)  | Cristiani Democratici Uniti Unione di Centro |                | Casa delle Libertà (FI-AN-CCD-CDU NPSI-PRI-Civiche) | 17 luglio 2001   | 15 giugno 2006   | XIII (2001)  |
| 1  |                            | Casa delle Libertà (FI-AN-UDC-MpA) | Salvatore Cuffaro (1958-)  | Cristiani Democratici Uniti Unione di Centro | 15 giugno 2006 | 18 gennaio 2008                                     | XIV (2006)       |                  |              |
| 2  |                            |                                    | Raffaele Lombardo (1950-)  | Movimento per le Autonomie                   |                | PdL-MpA-UdC PdL-MpA -PdL Sicilia MpA-UdC-PD-FLpI    | 28 aprile 2008   | 10 novembre 2012 | XV (2008)    |
| 3  |                            |                                    | Rosario Crocetta (1951-)   | Partito Democratico Il Megafono              |                | PD-UdC-Il Megafono                                  | 10 novembre 2012 | 18 novembre 2017 | XVI (2012)   |
| 4  |                            |                                    | Nello Musumeci (1955-)     | #DiventeràBellissima Fratelli d'Italia       |                | FI-UdC-CP-MpA DB-FdI-LSP                            | 18 novembre 2017 | 13 ottobre 2022  | XVII (2017)  |
| 5  |                            |                                    | Renato Schifani (1950-)    | Forza Italia                                 |                | FdI-FI-LSP DC-CP-MpA                                | 13 ottobre 2022  | in carica        | XVIII (2022) |

## Presidenti per durata complessiva
| N. | Presidente                         | Giorni in carica |
| -- | ---------------------------------- | ---------------- |
| 1  | Rino Nicolosi                      | 2384             |
| 2  | Salvatore Cuffaro                  | 2376             |
| 3  | Franco Restivo                     | 2343             |
| 4  | Rosario Crocetta                   | 1834             |
| 5  | Nello Musumeci                     | 1790             |
| 6  | Raffaele Lombardo                  | 1657             |
| 7  | Angelo Bonfiglio                   | 1455             |
| 8  | Mario Fasino                       | 1395             |
| 9  | Giuseppe Alessi                    | 1082             |
| 10 | Giuseppe D'Angelo                  | 1060             |
| 11 | Renato Schifani                    | 1042             |
| 12 | Francesco Coniglio                 | 1042             |
| 13 | Mario D'Acquisto                   | 965              |
| 14 | Giuseppe La Loggia                 | 701              |
| 15 | Vincenzo Leanza                    | 695              |
| 16 | Piersanti Mattarella               | 657              |
| 17 | Angelo Capodicasa                  | 613              |
| 18 | Giuseppe Provenzano                | 560              |
| 19 | Giuseppe Campione                  | 523              |
| 20 | Vincenzo Carollo                   | 516              |
| 21 | Francesco Martino                  | 511              |
| 22 | Vincenzo Giummarra                 | 508              |
| 23 | Benedetto Majorana della Nicchiara | 492              |
| 24 | Silvio Milazzo                     | 481              |
| 25 | Matteo Graziano                    | 397              |
| 26 | Modesto Sardo                      | 317              |
| 27 | Calogero Lo Giudice                | 301              |
| 28 | Giuseppe Drago                     | 296              |
| 29 | Santi Nicita                       | 154              |
| -  | Gaetano Giuliano (f.f.)            | 116              |
| -  | Nicola Leanza (f.f.)               | 101              |
| 30 | Salvatore Corallo                  | 72               |
| 31 | Salvatore Natoli                   | 1                |